# Puflatsch

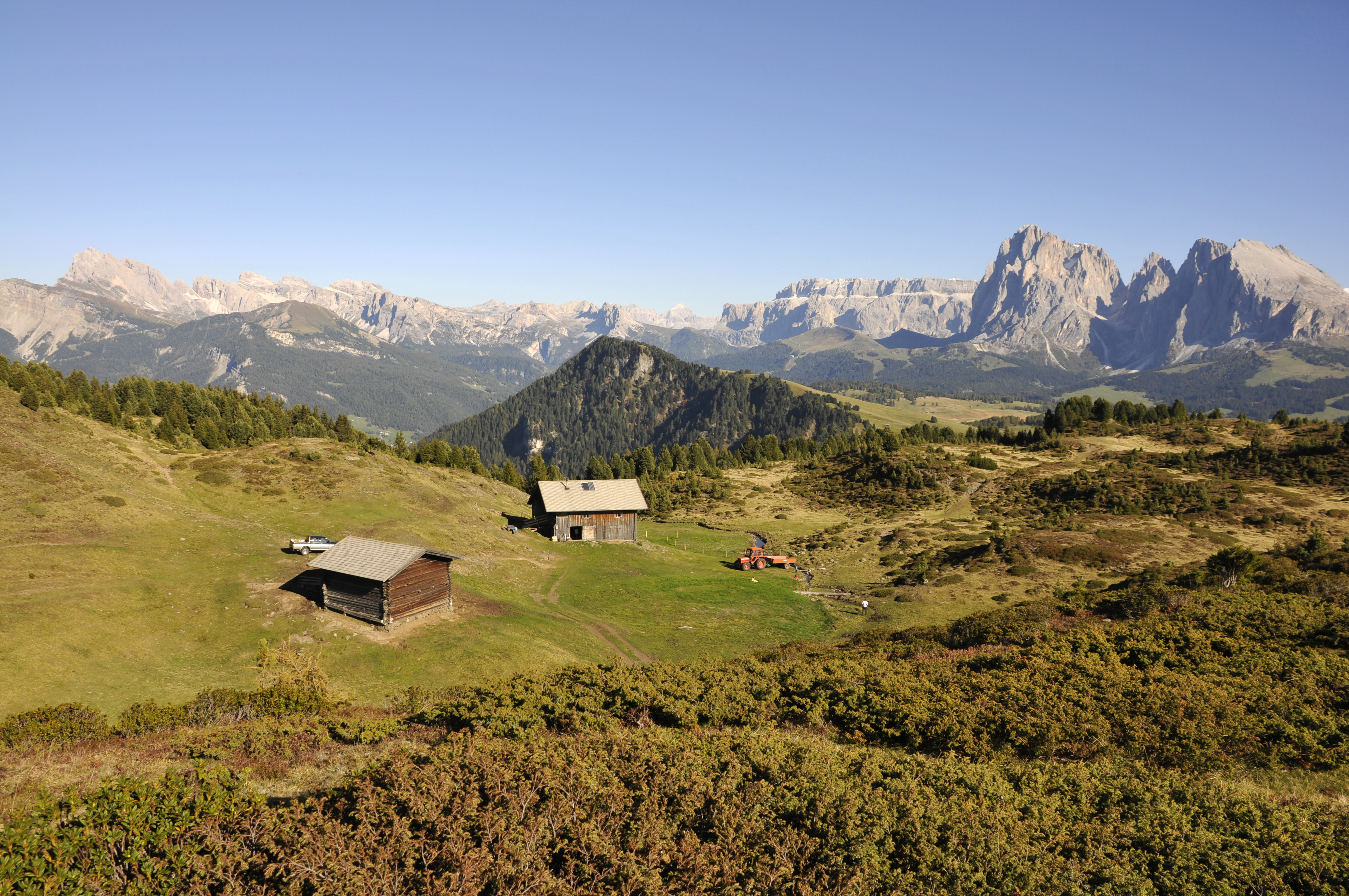
Puflatscher Schwaige mit Blick in die Grödner Dolomiten

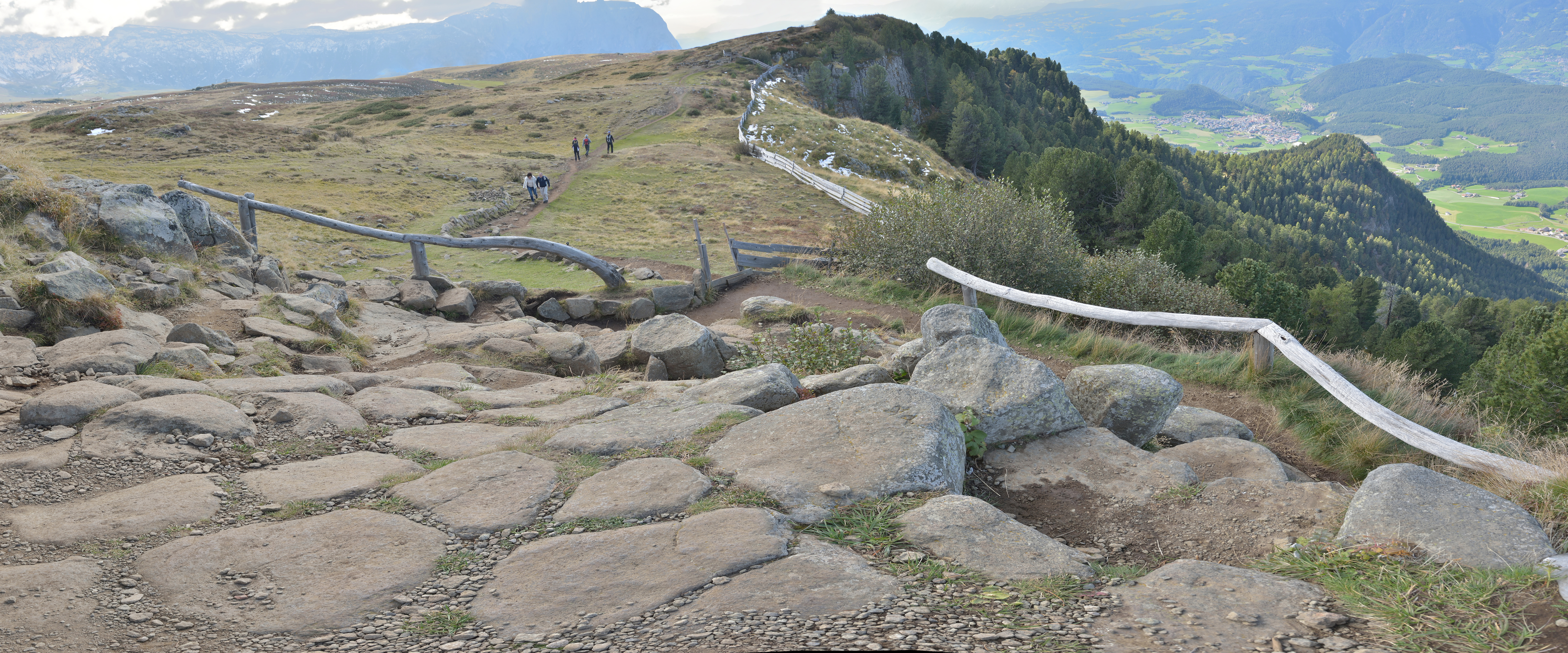
Die Hexensessel

Puflatsch (Betonung auf der zweiten Silbe; ladinisch Bulacia; italienisch Bullacia) ist eine Erhebung am nordwestlichen Rand der Seiser Alm in den Südtiroler Dolomiten. Das weitgehend als Alm genutzte Gelände ist ein guter Aussichtspunkt, dementsprechend beliebt ist die Anhöhe als Wanderziel und im Winter auch für drei Skiabfahrten. Am leichtesten erreichbar ist Puflatsch von Compatsch aus, wo Straße und Seilbahn auf die Seiser Alm enden. Von dort führt neben Wanderwegen auch ein Lift auf den südlichen Rand der Hochfläche. Vom Norden und der Ortschaft Pufels her erreicht man die Anhöhe über den Schnürlsteig. Am nördlichen Rand von Puflatsch, nahe am mit 2176 m höchsten Punkt, liegen die sogenannten Hexenbänke.
Am Südwesthang der Erhebung befindet sich die ehemalige Puflatschhütte, die heute unter dem Namen Dibaita geführt wird.
Der Flurname geht auf altladinisch buvilaccia ‚Ochsen-/Rinderställe‘ zurück.

Blick auf die Seiser Alm, die Anhöhe von Puflatsch liegt in der Bildmitte

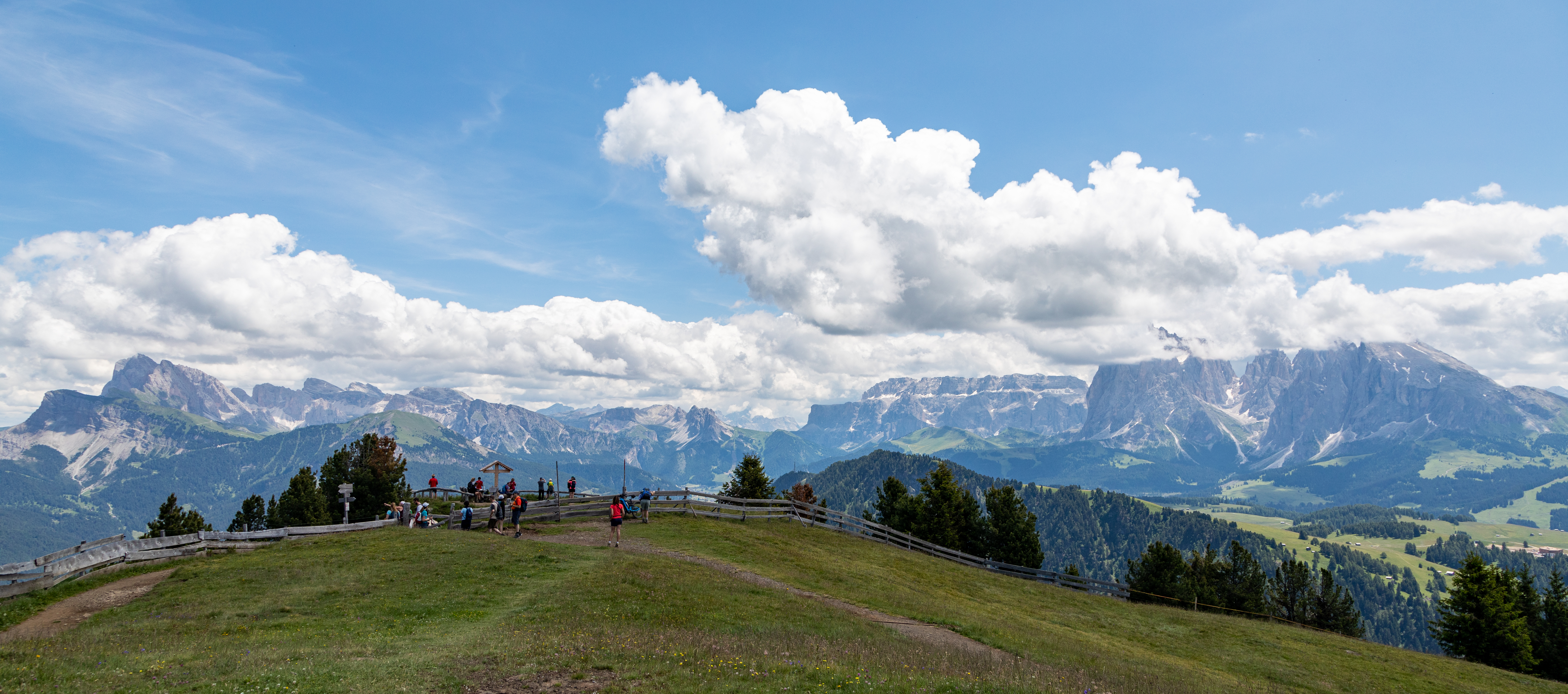
Schöner Aussichtspunkt am Puflatsch